# Johannes Zieger
Johannes Zieger, genannt Jean Zieger (* 3. September 1910 in Waldsee (Pfalz); † 5. April 1981 in Ludwigshafen am Rhein) war ein deutscher Kommunist und Widerstandskämpfer in der Zeit des Nationalsozialismus.

## Leben
Der Fabrikarbeiter und Taxi-Unternehmer Johannes Zieger gehörte zu einer kommunistischen Widerstandsgruppe aus dem Raum Speyer. Als „der Mann mit der Milchkanne“ war er Kurier zwischen vorderpfälzischen kommunistischen Widerstandsgruppen: als Zeichen, dass er unbeobachtet sei, hatte er am Lenker seines Motorrades eine Milchkanne hängen. Im Februar 1935 wurde er verhaftet und am 27. Februar vom Amtsgerichtsgefängnis Speyer in die Haftanstalt Frankenthal eingeliefert. Der Bürgermeister von Waldsee und sogar der Ortsgruppenleiter der NSDAP setzten sich für seine Freilassung ein – vergeblich. Von Frankenthal wurde er am 9. Oktober 1935 nach München überstellt.
Im Sommer 1935 erhob der Generalstaatsanwalt beim Oberlandesgericht (OLG) München gegen Zieger mitsamt der Speyerer Widerstandsgruppe Anklage wegen Vorbereitung zum Hochverrat. Im Einzelnen wurden alle 17 Mitstreiter beschuldigt konspirativer Treffen mit Gesinnungsgenossen aus Ludwigshafen und Mannheim, Einsammlung von Spenden für die illegale Bezirksleitung und zur Unterstützung politischer Gefangener sowie der Einschleusung von Schriften aus dem Saargebiet.
Am 31. Oktober 1935 fällte der 2. Strafsenat des OLG München seine Urteile. Johannes Zieger erhielt zwei Jahre Zuchthaus und drei Jahre Ehrverlust.
Nach Ablauf der „regulären“  Freiheitsstrafe war Zieger mit den meisten seiner Mitstreiter inhaftiert im Konzentrationslager Dachau und wurde 1943 zur berüchtigten Strafdivision 999 eingezogen. Erst nach weiteren Jahren in amerikanischer Kriegsgefangenschaft kam Zieger in sein Heimatdorf in der Pfalz zurück.
Elise Rohr (geb. Tremmel), die Lebensgefährtin von Johannes Zieger, war neben Jakob Schultheis und Stanislaus Peplinski in der Widerstandsgruppe Speyerer Kameradschaft tätig, die sich mit ihren Aktivitäten für die Zusammenarbeit mit den ausländischen Kriegsgefangenen und Zwangsarbeitern einsetzte. Sie schob diesen regelmäßig Nahrungsmittel zu.